# Napje
Een napje (cupula of cupule) is een structuur die onder andere voorkomt bij de plantenfamilie Fagaceae, die de Nederlandse naam "napjesdragersfamilie" heeft. Ook veel vruchten van de laurierfamilie (Lauraceae) hebben napjes.
Een napje is een droge schijnvrucht die gevormd wordt uit delen van de bloembodem en de schutbladen. Het napje beschermt de vrucht tijdens de groei en rijping. 
Bij sommige geslachten, zoals Notholithocarpus en Quercus, omsluit het, tenminste in jonge toestand, een alleenstaande noot, terwijl bij andere geslachten, zoals Castanea en Fagus, het twee of meer noten omsluit. In dit laatste geval splitst het napje in vier kleppen open, waarbij de noten vrij komen. Het napje van kastanjes wordt ook wel bolster genoemd.
Het napje is bedekt met talrijke schubben. Bij Castanea zijn deze uitgegroeid in scherpe stekels. Bij Lithocarpus is het napje zeer hard en heeft het een beenachtige structuur.

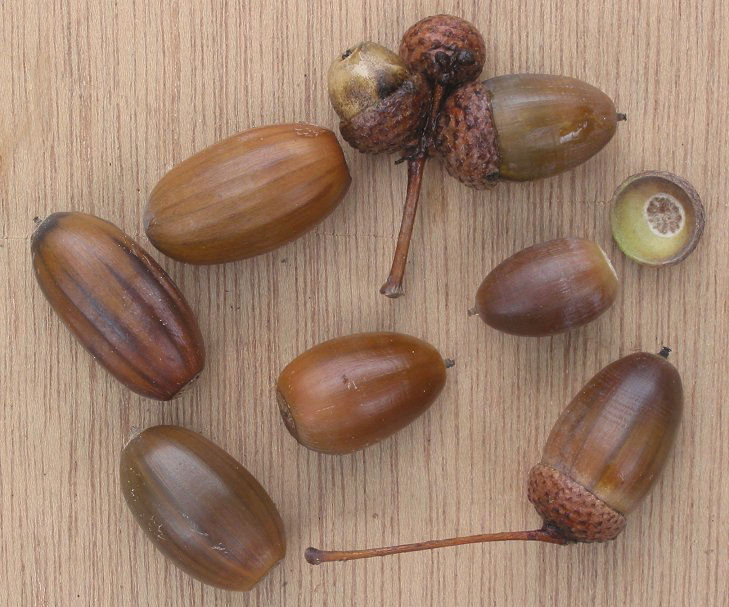
Eikels en napjes van de zomereik
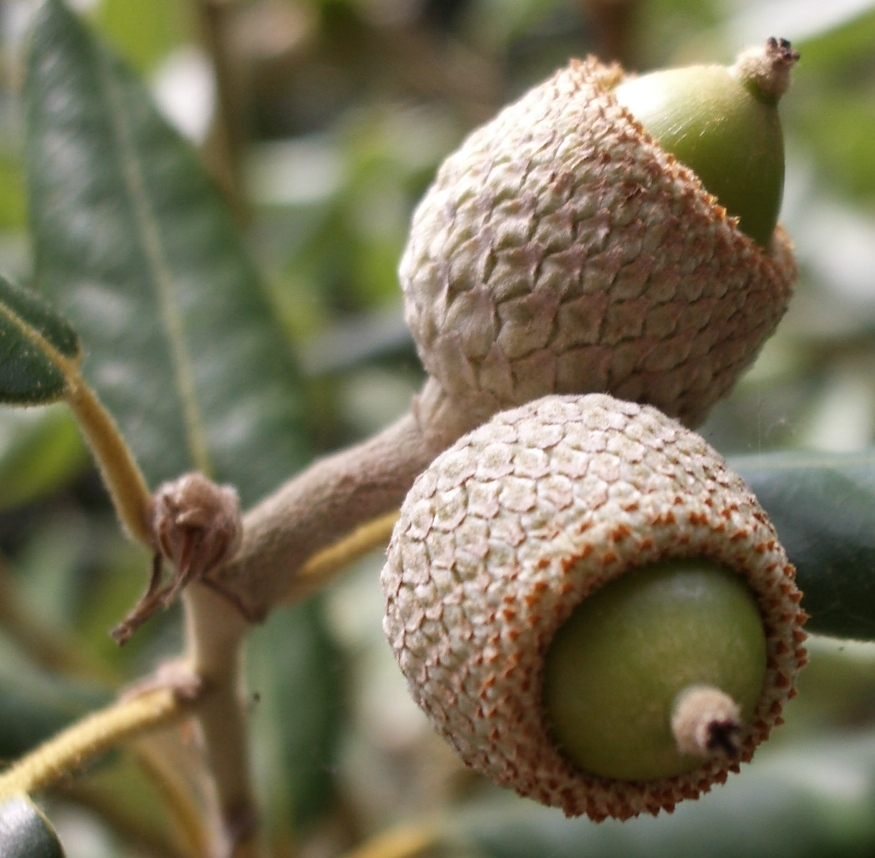
Napjes van de steeneik
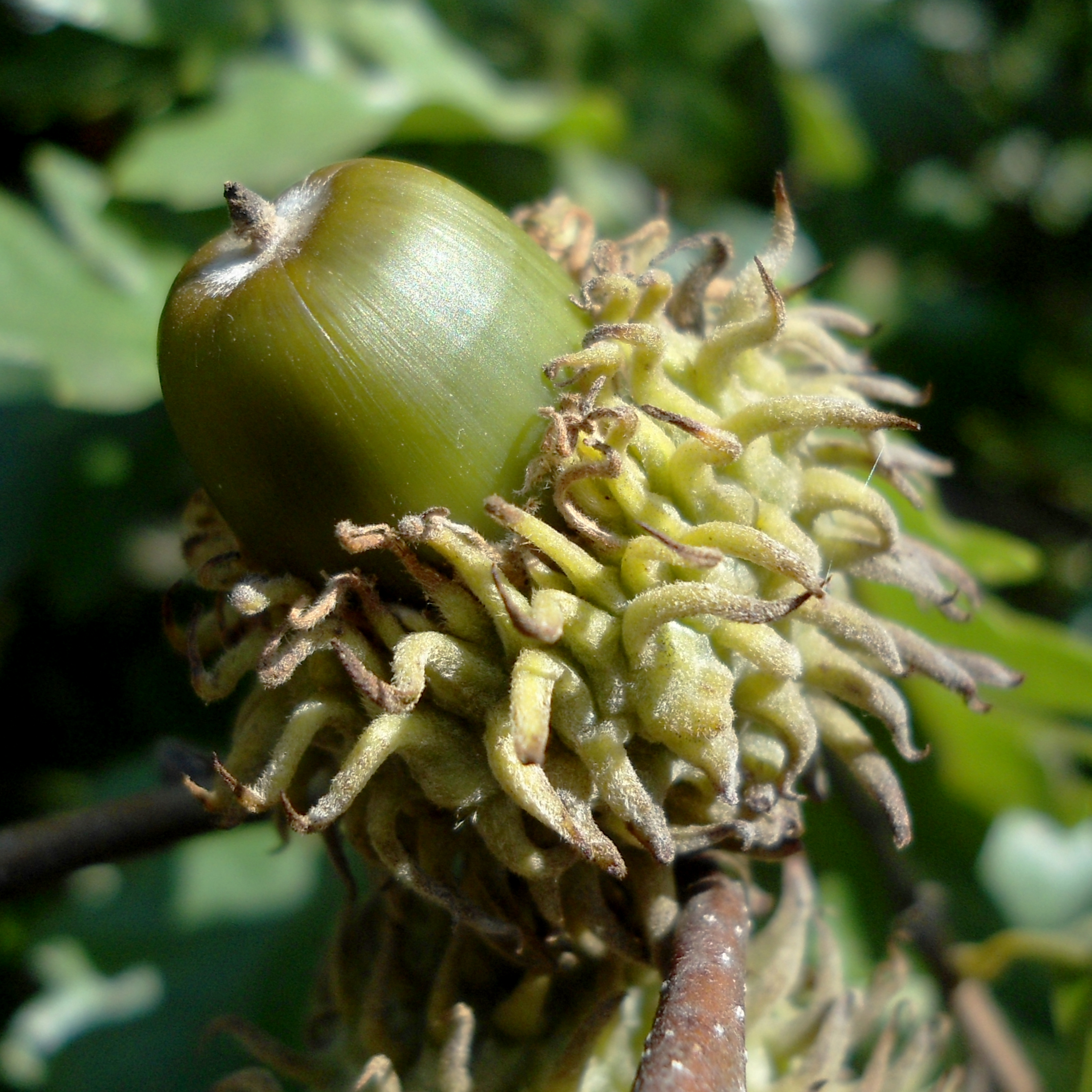
Napje van de moseik
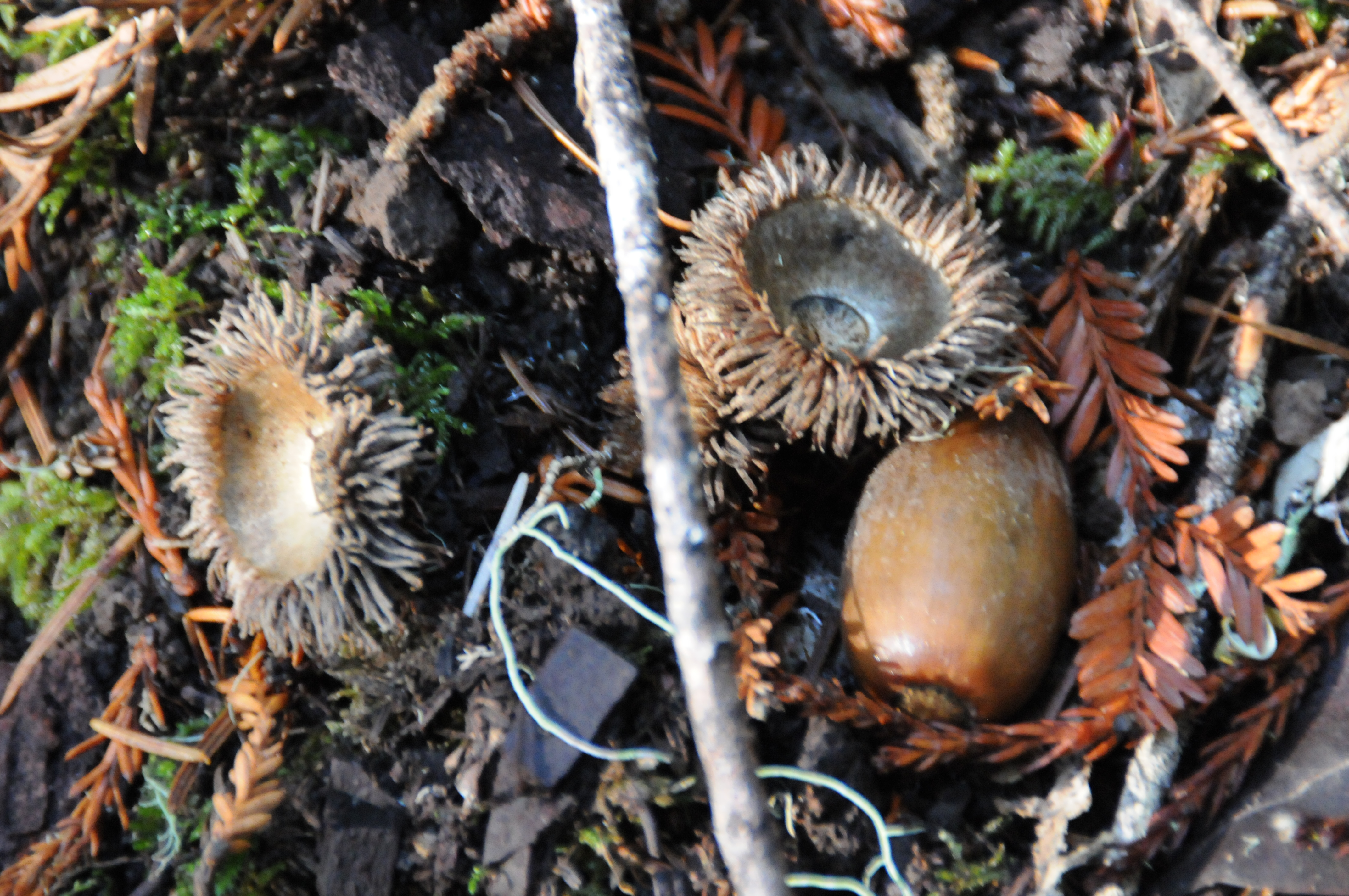
Napjes van de Notholithocarpus densiflorus
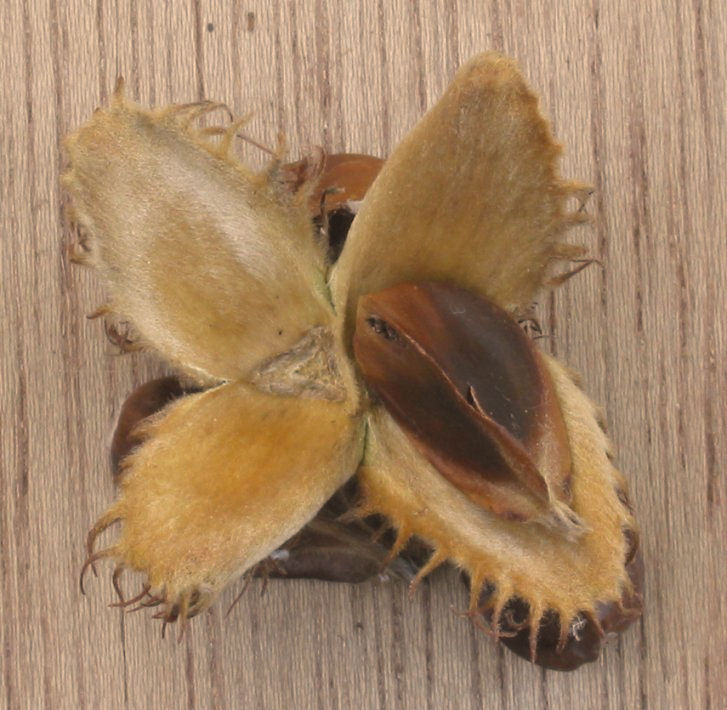
Napje van de beuk
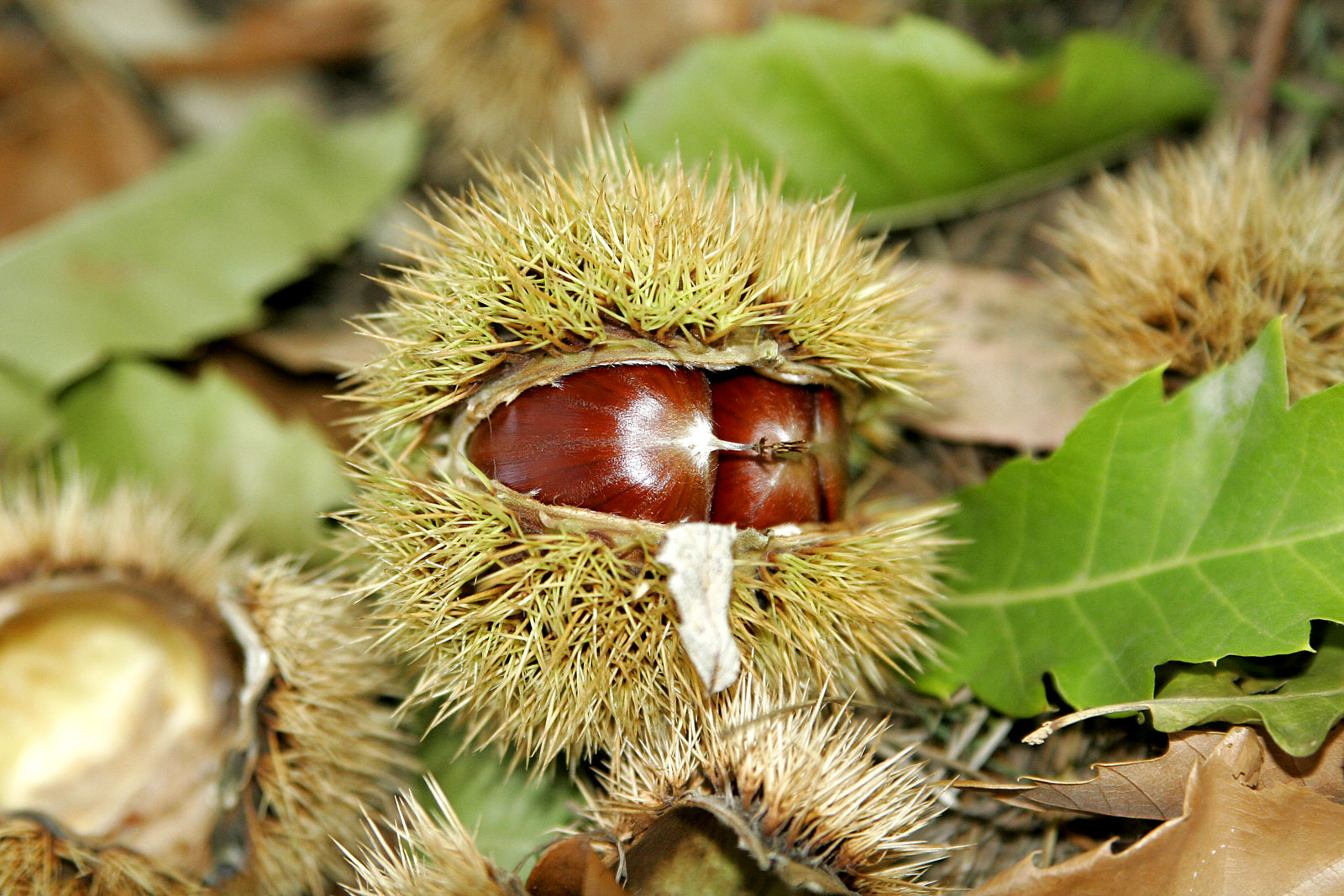
Napjes van de tamme kastanje